# Università di tecnologia di Tampere
L'Università di tecnologia di Tampere (in finlandese Tampereen teknillinen yliopisto, TTY, nome ufficiale in inglese Tampere University of Technology, TUT) fu un'università finlandese situata a Tampere, nel distretto di Hervanta. Fondata nel 1965, insieme al Politecnico di Helsinki fu uno dei principali centri d'educazione tecnico-economica in Finlandia, nonché l'università finlandese con il più alto numero di exchange-students e ricercatori di nazionalità straniera.
TUT era un'università pubblica a capitale statale, e non prevedeva tasse universitarie per gli studenti. Il budget annuale disponibile per il 2009 è stato di 154.5 milioni di euro, di cui il 10% è proveniente da aziende private. Dal 1º gennaio 2010 TUT divenne una fondazione.
Il 1º gennaio 2019 l'Università di scienze applicate di Tampere si fuse con l'Università di Tampere creando un'unica istituzione.